# Sulaimanisaurus
Sulaimanisaurus là một chi khủng long, được Malkani mô tả khoa học năm 2006.